# Pinchas Kohn

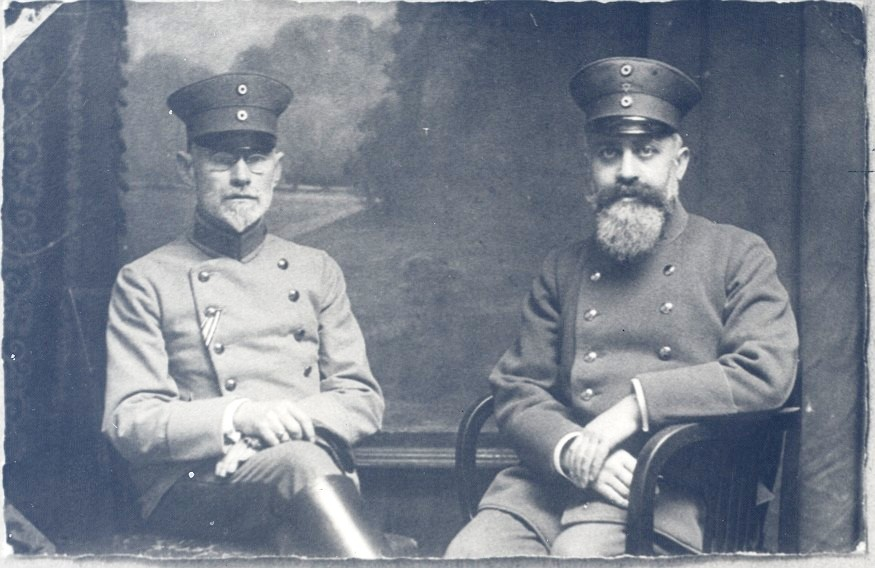
Pinchas Kohn (links) mit Emanuel Carlebach als Feldrabbiner in Polen

Pinchas Kohn, Pseudonym Sanon Kopi (geboren am 27. Februar 1867 in Kleinerdlingen, Königreich Bayern; gestorben am 2. Juli 1941 in Jerusalem) war der letzte Rabbiner in Ansbach. Er stammte von der in Süddeutschland ansässigen Rabbinerfamilie Kohn-Rappoport ab. Zudem war er Direktor der  World Agudath Israel.

## Leben
Pinchas Kohn wurde als Sohn des Rabbiners Marx Michael Kohn (1826–1888) geboren. Er erhielt Privatunterricht in den Elementar- und Gymnasialfächern sowie talmudischen Unterricht bei seinem Vater und seinem Großvater mütterlicherseits, dem Rabbiner David Weiskopf (1798–1882). Von 1880 bis 1886 besuchte er das Realgymnasium in Halberstadt. Er lernte in der Jeschiwa des Rabbiners Selig Auerbach sowie bei den Klausrabbinern Isaak Lange, Gerson Josaphat, Joseph Nobel und Salomon Cohn. 1886 machte er das Abitur und ging an das Hildesheimer’sche Rabbinerseminar in Berlin. 1887 immatrikulierte er sich an der Friedrich-Wilhelms-Universität in klassischer Philologie und Philosophie. 1887/88 studierte er an der Universität Wien Sanskrit, vergleichende Schriftforschung und Pädagogik. Er betrieb rabbinische Studien bei Josef Baer-Cohn. Nach dem Tod seines Vaters kehrte er nach Berlin zurück und studierte dort erneut an der Universität und am Rabbinerseminar. Außerdem leitete er eine Religionsschule in Spandau bei Berlin.
1890 wurde Kohn Stiftsrabbiner und Lehrer in Mannheim. Im Jahre 1893 wurde er Rabbiner in Ansbach. Am 22. Februar 1893 promovierte er in Bern auf dem Gebiet der altindischen Philosophie mit magna cum laude mit dem Thema Īçvaraproktam amanaska-yogavivaranam. Ein Beitrag zur Kenntnis der Yoga-Philosophie. Von 1895 bis 1915 war er Bezirksrabbiner in Ansbach.
Kohn war Mitglied der Freien Konferenz der bayerischen Rabbiner. 1897 war er Gründungsmitglied der Vereinigung traditionell-gesetzestreuer Rabbiner Deutschlands sowie Gründungsmitglied und Kassierer der Pensions- und Reliktenkasse bayerischer Rabbiner. Er war Mitbegründer der Agudas Jisroel.
Er verehrte Esriel und Hirsch Hildesheimer sowie Samson Raphael Hirsch. Ab 1910 gab er gemeinsam mit Ernest Weill Das jüdische Blatt heraus, von 1913/14 bis 1920 die  Jüdischen Monatshefte, die er zusammen mit Salomon Breuer herausgab. Er war Liebhaber der Kabbala und verschaffte den Chassidim eine politische Organisation. Zudem gründete er einen Rabbinerverband und gab die jiddische Tageszeitung Doss Yiddische Vort heraus.
Auf einer Rabbinerversammlung in Warschau im Jahr 1916 wurde Pinchas Kohn, gemeinsam mit Emanuel Carlebach (1874–1927), als Vermittler zwischen deutschem Militär und polnischen Rabbinern eingesetzt, um der Bevölkerung hygienische Maßnahmen gegen zunehmende Fleckfiebererkrankungen im Generalgouvernement plausibel zu machen. Kohn entwarf, zusammen mit dem leitenden Medizinaloffizier, Gottfried Frey, große Plakate mit jiddischen Erläuterungstexten zu den das Fleckfieber übertragenden Läusen. Rasuren und Bäder würden lediglich die Laus vernichten, seien aber kein Angriff auf die Kerninhalte jüdischer Religion. Nichtsdestotrotz konnte nicht verhindert werden, dass die durchgeführten Hygienemaßnahmen zu einer Zunahme des Antisemitismus führten.
Von 1918 bis 1938 leitete er das Zentralbüro der Agudas Jisroel in Wien. 1939 konnte er über Basel und London nach Palästina flüchten. Dort lebte er im jüdischen Viertel Jerusalems am "Deutschen Plätzl". Seine Beerdigung in Palästina wurde von den Rabbinern Yitzchok Zev Soloveitchik und Abraham Mordechai Alter geleitet.
Pinchas Kohn war mit Rosalie, geborene Moses, verheiratet. Seine Tochter Franziska heiratete 1920 Josef Seebacher aus Gunzenhausen. Die Familie emigrierte 1934/1935 nach Palästina.

## Publikationen (Auswahl)
- Sanon Kopi (Pseudonym): Joël Gern: Der Werdegang eines jüdischen Mannes. Roman, 1912.
- „Umkehr.“ Vom Sinn des Judentums. Ein Sammelbuch zu Ehren Nathan Birnbaums 1925.
- Sanon Kopi (Pseudonym): Kosbi Salonaë. Roman 1932.